# Comcast Building
Comcast Building (wcześniej: RCA Building, GE Building) – wieżowiec w kompleksie Rockefeller Center w Nowym Jorku w Stanach Zjednoczonych. Jest to najwyższy budynek tego kompleksu. Mając 259 metrów wysokości, zajmuje 8. pozycję wśród najwyższych w mieście. W całym kraju plasuje się na 30. miejscu. Został zaprojektowany przez The Associated Architects. Konstrukcję budynku stanowi sztywna rama stalowa. Prace nad nim rozpoczęły się w 1931 roku, a zakończyły w roku 1933. Jest on wykorzystywany głównie jako biurowiec. Jego całkowita powierzchnia wynosi 195 095 m².
Wieżowiec ten został wykonany w zainspirowanym gotykiem stylu art déco. Znajduje się w centralnym punkcie kompleksu Rockefeller Center. Ma 259 metrów wysokości i 69 pięter. Prawidłowy przepływ ludzi zapewnia 60 wind.
W trakcie jego budowy Charles Clyde Ebbets wykonał fotografię Lunch atop a Skyscraper, przedstawiającą robotników jedzących posiłek, siedzących na belce stalowej wiszącej wysoko nad ziemią.
Gdy został ukończony w 1933 roku przyjął nazwę RCA Building od nazwy swojego pierwszego głównego dzierżawcy, kompanii, która została założona przez General Electric w 1919 roku. Nazwa budynku została zmieniona w 1988 roku. Godne uwagi jest to, że jest to pierwszy wybudowany budynek z windami umieszczonymi w trzonie wieżowca.
GE Building jest jednym z najbardziej znanych i najbardziej rozpoznawalnych wieżowców w mieście. Fryz nad głównym wejściem został wykonany przez Lee Lawrie i przedstawia „Mądrość”. Znajduje się tam także część cytatu z Księgi Izajasza (33:6): „Wisdom and knowledge shall be the stability of thy times” (Całość po polsku: Izj 33:6 Nadejdą dla ciebie czasy bezpieczne. Bogactwem zbawienia to mądrość i poznanie, bojaźń przed Panem to jego skarb).
Wertykalne detale prostej fasady w stylu art déco są zintegrowane ze smukłą, funkcjonalną formą. Obecnie zewnętrze tego gmachu jest rozpoznawalne poprzez duże litery GE na szczycie oraz swój specyficzny kształt. Gmach ten w odróżnieniu od większości budynków z tego okresu nie ma na szczycie iglicy.